# Phyllotreta pontoaegeica
Phyllotreta pontoaegeica es una especie de insecto coleóptero de la familia Chrysomelidae. Fue descrita científicamente en 1982 por Gruev.